# Yasmine Belkaid
Yasmine Belkaid (arabe : ياسمين بلقايد), née en août 1968 à Alger, est une immunologiste et chercheuse, spécialiste des relations entre les microbes et le système immunitaire. Elle possède les nationalités algérienne, française et américaine. 
Elle dirige l'Institut Pasteur depuis le 2 janvier 2024 et pour un mandat de six ans. Elle dirigeait auparavant le Centre d’immunologie humaine des National Institutes of Health (NIH), ainsi que le programme Microbiome du National Institute of Allergy and Infectious Diseases, dont elle est la fondatrice.

## Biographie

### Origine et études
Yasmine Belkaid naît et grandit à Alger en 1968. Elle est la fille d'une mère française et du résistant anticolonialiste et ministre algérien Aboubakr Belkaid, assassiné en 1995 pendant la décennie noire,.
En 1986, elle obtient le baccalauréat et, en 1993, un magistère en biochimie à l'université des sciences et de la technologie Houari-Boumédiène. Au cours de ses études, elle travaille à l'Institut Pasteur d'Algérie où elle est chargée d'améliorer les méthodes de diagnostic de la leishmaniose. Le contexte de la décennie noire la contraint à quitter l'Algérie pour la France. Elle passe alors un DEA à l'université Paris-Sud. En 1996, elle soutient sa thèse de doctorat à l'université Paris-Sud et à l'institut Pasteur sur les réponses immunitaires au parasite Leishmania,.

### Carrière scientifique
Elle s'installe aux États-Unis pour poursuivre ses recherches postdoctorales au laboratoire des maladies parasitaires du National Institute of Allergy and Infectious Diseases (NIAID). En 2002, elle rejoint la section d'immunologie moléculaire à l’hôpital pour enfants de Cincinnati. En 2005, elle retourne au NIAID en tant que chercheuse titulaire au laboratoire des maladies parasitaires. En 2008, elle devient professeure associée à l'université de Pennsylvanie,.
Elle mène ses recherches sur les interactions entre les microbes et leurs hôtes. Elle explore les réactions du système immunitaire face à la présence de microbes. Au sein du NIAID, elle crée le département de l’immunité de l’hôte et du microbiome.
En janvier 2024, elle prend ses fonctions de directrice générale à l'Institut Pasteur pour un mandat de six ans,. 

### Recherches
Les recherches de Yasmine Belkaid visent à démêler les mécanismes qui sous-tendent les interactions hôte-microbe dans le tractus gastro-intestinal et sur la peau, qui constituent des barrières naturelles entre le fonctionnement interne de l'hôte et son environnement externe,. Cela inclut également le rôle que joue le microbiote dans la promotion de l’immunité contre les infections par d’autres agents pathogènes nocifs,. Son groupe contribue à la compréhension scientifique de la manière dont le système immunitaire de l'hôte peut distinguer les bons et les mauvais microbes,.
Les recherches de Yasmine Belkaid conduisent à la découverte de certains microbes cutanés qui jouent un rôle important dans la défense immunitaire,. Son équipe découvre aussi que les bactéries bénéfiques vivant à la surface de la peau peuvent également accélérer la cicatrisation des plaies chez la souris.
Le groupe de Yasmine Belkaid étudie également ce qu'il se passe en cas de déséquilibre dans notre microbiome. Les recherches de Belkaid font progresser la compréhension scientifique de la manière dont les modifications du microbiote peuvent contribuer aux maladies, en particulier aux maladies inflammatoires chroniques comme la maladie de Crohn et le psoriasis,.

### Prises de position
À trois jours du deuxième tour des élections législatives françaises de 2024, elle publie une tribune dans le quotidien Le Monde où elle s'inquiète, en cas d'arrivée au pouvoir du Rassemblement national,  des conséquences néfastes pour l'avenir de la recherche scientifique en France, déclarant notamment que « pour la recherche scientifique, l’accession au pouvoir du RN représente une menace sans précédent ».

## Récompenses et distinctions
- 2013 : médaille d'or de l'Union internationale de biochimie et de biologie moléculaire[réf. souhaitée].
- 2016 : 
  - Prix Sanofi-Institut Pasteur[19],[20] ;
  - Membre de la Société américaine de microbiologie[21].
- 2017 :
  - Prix Emil von Behring[22] ;
  - Membre de l'Académie nationale des sciences[23],[24].
- 2018 : 
  - Membre de l'Académie nationale de médecine[25].
- 2019 :
  - Lurie Prize in Biomedical Sciences[26].
- 2020 :
  - Membre de l'Académie américaine des arts et des sciences[27].
- 2021 :
  - Prix Robert Koch[26].
- 2024 :
  - Prix du génie arabe (نوابغ العرب)[28]
  - Chevalier de la Légion d'honneur[29]
- 2015 :
  - Membre de l'Académie des sciences (France).

## Principales publications
- (en) Dutzan N, ..., Belkaid Y et al., « On-going Mechanical Damage from Mastication Drives Homeostatic Th17 Cell Responses at the Oral Barrier », Immunity, vol. 46, no 133,‎ 2017, p. 47 (DOI 10.1016/J.Immuni.2016.12.010).
- (en) Chudnovskiy A, ..., Belkaid Y et al., « Host-Protozoan Interactions Protect from Mucosal Infections through Activation of the Inflammasome », Cell, no 167,‎ 2016, p. 444-456 (DOI 10.1016/J.Cell.2016.08.076).
- (en) Spencer SP, ..., Belkaid Y et al., « Critical role of fatty acid metabolism in ILC2 mediated barrier protection during malnutrition and helminth infection. », Science, vol. 343,‎ 2014, p. 432-7 (DOI 10.1126/Science.1247606).
- (en) Hall JA, ..., Belkaid Y et al., « The role of retinoic acid in tolerance and immunity », Immunity, vol. 34,‎ 2011, p. 435-437 (DOI 10.1016/J.Immuni.2011.07.002).
- (en) Klebanoff CA, ..., Belkaid Y et al., « Retinoic acid controls the homeostasis of pre-cDC-derived splenic and intestinal dendritic cells », The Journal of Experimental Medicine, vol. 210,‎ 2013, p. 1961-76 (DOI 10.1084/Jem.20122508).
- (en) Belkaid Y et al., « CD4+CD25+ regulatory T cells control Leishmania major persistence and immunity », Nature, vol. 420,‎ 2002, p. 502-7 (DOI 10.1038/Nature01152).